# Basile Ier d'Ani
Basile Ier d'Ani ou Barsegh Ier Anetsi (en arménien Բարսեղ Ա Անեցի) est le Catholicos de l'Église apostolique arménienne de 1105 à 1113.

## Biographie
Barsegh est le fils de Vasak, fils d’Apirat, fils d’Hassan Magistros Pahlavouni, et est également par sa mère le neveu du Catholicos Grégoire II le Martyrophile qui appartient à cette même famille noble arménienne.
Basile est archevêque du Shirak et évêque d’Ani depuis 1073, où il réside. En 1085, il est nommé coadjuteur de son oncle auquel il succède officiellement à sa mort en 1105.
L'inertie administrative de Grégoire II le Martyrophile a donné lieu aux proclamations d’anti-Catholicos : Sarkis de Honi (mort en 1077/1078), puis Théodoros Alakhosik (mort en 1095/1096) et Poghos de Varak. Ils doivent cependant se retirer devant l'énergie déployée par Basile Ier. C'est ainsi qu'en 1090/1091, Basile Ier se rend auprès du sultan seldjoukide Malik Chah pour obtenir son soutien contre Théodoros Alakhosik, l'anti-Catholicos installé à Honi par le prince Philaretos Brakhamios. Basile Ier réussit à se faire reconnaître comme l'unique représentant des Arméniens de l'empire des Seldjoukides.
Le siège du patriarcat à cette époque est théoriquement fixé à Zamindia, près d’Amasée en Cappadoce, dans les anciennes possessions de l’ex-roi Gagik de Kars, mais le séjour qu'y font le patriarche et ses coadjuteurs n'est que provisoire : Basile Ier réside tantôt à Ani en Grande-Arménie, tantôt en Commagène sous la protection des comtes d'Édesse, ou en Cilicie où commencent à émigrer les Arméniens, fuyant les incursions des Turcs. Il se fixe cependant principalement, comme son prédécesseur, à Karmir Vank, sur les terres de Gogh Vasil, dont il est le conseiller politique et dont il est chargé de préparé la succession.
Le monastère de Schoughr devient un centre de la vie monastique, qui commence à fleurir dans les montagnes de Seav-Ler (« Montagne Noire ») dans l’Amanus, et il est choisi pour résidence ordinaire, parce qu'il est situé sur le territoire de la principauté arménienne de Cilicie en cours de constitution.
Cette principauté créée par Rouben et par son fils Constantin (1095-1110), prince auquel succède Thoros Ier, qui est puissamment soutenu par Basile Ier dans sa tentative de donner une forme politique et une plus vaste étendue à sa principauté. 
Basile Ier meurt accidentellement le 26 mai 1113, à la suite de la chute d'un toit, conformément au souhait de Grégoire II le Martyrophile. Leur parent Grégoire III Pahlavouni lui succède.